# 1360년

## 연호
- 원(元) 지정(至正) 20년
- 일본(日本) 남조(南朝) 쇼헤이(正平) 15년
- 일본(日本) 북조(北朝) 엔분(延文) 5년
- 쩐 왕조(陳朝) 다이찌(大治) 3년

## 기년
- 원(元) 혜종(惠宗) 28년
- 고려(高麗) 공민왕(恭愍王) 9년
- 쩐 왕조(陳朝) 유종(裕宗) 20년

## 사건
- 홍건적이 점령한 서경을 수복하다.

## 탄생
- 5월 2일 - 명나라의 제3대 황제 영락제. (~1424년)
- 8월 28일 - 조선의 문신 맹사성. (~1438년)

## 사망
- 조선(朝鮮)의 추존(追尊) 환조. (1315년~)